# Luis Müller
Luis Müller (* 12. Februar 2001 in Cottbus) ist ein deutscher Fußballspieler.

## Karriere
Luis Müller begann seine Fußballerlaufbahn 2006 beim SV Cottbuser Krebse, bevor er 2011 innerhalb seiner Geburtsstadt zu Energie Cottbus wechselte. 2016 schloss er sich der Jugendabteilung des 1. FC Köln an, für die er zwischen 2017 und 2019 in der B-Junioren- und A-Junioren-Bundesliga West zum Einsatz kam. Zur Saison 2019/20 der A-Junioren-Bundesliga West wechselte er zunächst zum Stadtrivalen FC Viktoria Köln. Zur Rückrunde wechselte er dann zurück zu Energie Cottbus, dort kam er zu einigen Einsätzen in der A-Junioren Bundesliga Staffel Nord/Nordost.
Im Anschluss entschied sich Müller, seine Laufbahn im Collegefußball in den USA fortzusetzen. Er nahm ein Studium an der California Baptist University in Riverside auf und lief von 2021 bis 2023 für die Lancers in der NCAA Division I auf. Im Anschluss an seine College-Karriere unterschrieb er einen Profivertrag beim Los Angeles FC, wo er zunächst für das Reserveteam in der MLS Next Pro eingeplant war. Nachdem er zweimal ohne Einsatz zum Kader der ersten Mannschaft gehört hatte, wurde er am 20. April 2024 in der 89. Minute eingewechselt und konnte mit einer Kopfballvorlage für Denis Bouanga maßgeblich zum späten Ausgleich beim 2:2-Unentschieden gegen die New York Red Bulls beitragen. Im Mai 2024 unterzeichnete Müller einen Vertrag für das erste Team des LAFC bis zum Ende der Saison mit Verlängerungsoptionen für 2025 und 2026. Im Lamar Hunt U.S. Open Cup kam Müller im Sechzehntelfinale beim 3:1-Sieg gegen die Las Vegas Lights auch zu seinem Startelfdebüt in der ersten Mannschaft. Mit dem Gewinn des Wettbewerbs im September konnte er seinen ersten Titel erringen, auch wenn er in den weiteren Spielen ab dem Viertelfinale nicht mehr zum Kader gehörte. Nachdem Weltmeister Olivier Giroud die Offensive des LAFC ab Sommer 2024 verstärkte, kam Müller nur noch für das Nachwuchsteam in der MLS Next Pro zum Einsatz und konnte als regelmäßiger Torschütze überzeugen. Im November 2024 gab das Franchise bekannt, dass sein Vertrag für 2025 nicht verlängert werde. Anfang März 2025 schloss er sich dem Ventura County FC, dem Farmteam der LA Galaxy, an und bestritt dort 13 Ligaspiele. 
Im Sommer 2025 wechselte Müller zurück nach Deutschland und schloss sich dem Viertligisten Babelsberg 03 an.

## Titel
- U.S. Open Cup: 2024